# Manuel Tamayo y Baus
Manuel Tamayo y Baus, né à Madrid en Espagne le 18 septembre 1829 et mort le 20 juin 1898 dans la même ville, est un dramaturge espagnol.

## Biographie
Fils d'acteurs, il arrange, à l'âge de 10 ans, pour la compagnie où jouent ses parents, une Geneviève de Brabant.
Il est employé au Ministère de l'Intérieur, puis bibliothécaire de l'Institut de San Isodoro à Madrid, enfin directeur de la Bibliothèque nationale espagnole.
Tamayo a été candidat à la députation carliste pour Santo Domingo de la Calzada en 1871 et Cervera en 1872.

## Œuvres
- Le Cinq-Août (1848).
- Angela en prose, imitée de Cabale et Amour de Schiller (1852).
- Virginia, tragédie en vers, d'après Vittorio Alfieri, en 1855.
- Fille et Mère, drame en prose (1855).
- La Boule de neige, drame en vers (1856).
- Le Positif, arrangement du Duc Job de Laya.
- Une affaire d'honneur, drame en prose (1863).
- De la parole à l'action, proverbe (1863).
- Un drame nouveau, drame en prose (1867).
- Point de mal sans bien, comédie en prose (1868).
- Les honnêtes gens, drame en prose (1870)